# 귀스타브 에밀 보아소나드

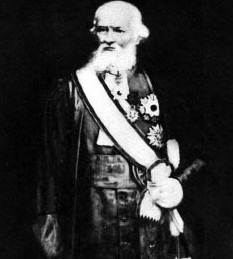
보아소나드 (1825-1910)

귀스타브 에밀 보아소나드(프랑스어: Gustave Émile Boissonade, 1825년 6월 7일 ~ 1910년 6월 27일)는 프랑스의 법학자, 교육자이다. 외무성 사무 고문, 국제법 고문, 법률 조사 위원회 위원 등을 역임했다.

## 인물

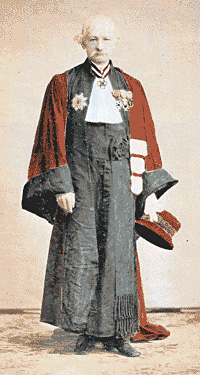
보아소나드

프랑스 발드마른주 뱅센 출신. 메이지 시대 일본의 외국인 초빙사 중 한 명이다. 막말에 체결된 불평등 조항의 철폐로 일본의 국내 법 정비에 큰 기여를 하여, 일본 근대법의 아버지로 불린다. 도쿄 법학교(현 호세이 대학), 메이지 법률학교(현 메이지 대학), 도쿄 대학에서 교직활동을 하였고, 도쿄 법학교에서는 교감으로 지냈다.

## 이력
- 1864년 그르노블 대학 법학부 교수.
- 1867년 파리 대학교 법학부 조교수.
- 1873년 파리 대학교 법학부 교수.
- 1876년 훈2등 욱일장.
- 1883년 도쿄 법학교(현 호세이 대학) 교감 취임.
- 1895년 훈1등 서보장.
- 1909년 훈1등 욱일대수장.

## 일본 법 근대화
당시 메이지 정부의 최대 과제는 일본의 근대화였다. 그러기 위해서는 불평등 조약 철폐를 전제로 열강 각국이 일본에 요구했던 근대 법전(민법, 상법, 민사 소송 법, 형법, 형사소송법)을 통과시켜야 했다.
일본 정부는 유럽에서 인정 받은 나폴레옹 보나파르트의 여러 법전을 모티브로 하여 알맞은 인물을 찾고있던 중, 보아소나드가 파리에서 일본 사법부 서구시찰단에게 법률 강의를 했던 것을 계기로 메이지 정부의 법률 고문으로 초빙을 받았다.
보아소나드는 일본 방문 후 법률 고문으로 취임하고 사법부 법학교에서 10년 동안 프랑스법 강의를 했지만, 자연법 원리 주의자였다. 그는 단순히 외국법을 그대로 모방하는 법률의 기초를 반대하고, 일본의 관습법 등을 참작해서 일본의 국정과 근대적 법제의 합치를 존중하는 태도로 법률 정비를 추진해야 한다고 주장하였다.

## 일본 법학에 대한 공헌

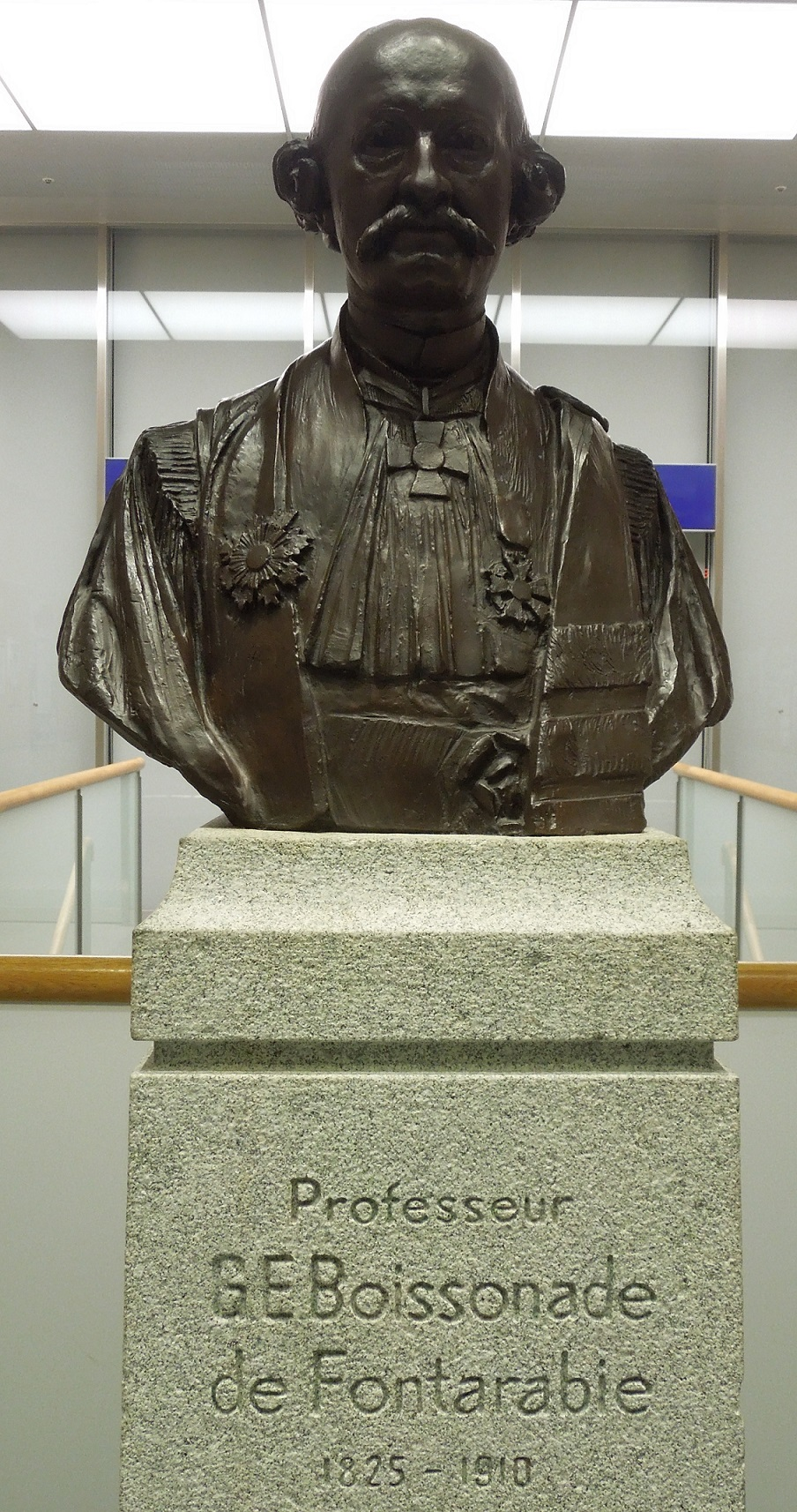
보아소나드 흉상
(호세이 대학)

법학 교육에도 힘을 썼지만 민법 기초의 일인자이며 일본 민법전의 아버지인 우메 겐지로와 메이지 법률학교(현 메이지 대학)의 설립자인 기시모토 다쓰오(岸本辰雄)에게 큰 영향을 주었다.
1881년 5월부터 호세이 대학의 전신인 도쿄 법학교에서 강의를 하였고, 1883년 9월에는 도쿄 법학교의 교감으로 취임하였다. 10년 이상 근대법 학사 양성과 판사, 변호사양성에 힘을 쓰고 법대의 기초를 쌓아 호세이 대학의 조상으로 알려져있다. 또한, 메이지 법률학교에서는 형법, 치죄법, 자연법, 상속법 등을 강의 하였고, 도쿄 대학 법학부에서는 구 민법초안에 대해 강의하는 등 일본의 법학 교육에 큰 기여를 했다.

## 조청일 삼국동맹의 헌책
1882년 조선에서 임오군란이 일어난 시기에 외교 고문 이었던 보아소나드는 전보다 훨씬 많은 자문을 받았다. 같은 해 8월 9일 "조선 사건의 부정상의관(付井上議官) 보아소나드 문답 필기"에서는 일본에게 가장 무서운 이웃은 러시아 제국이 있다고 강조하고 일본 제국, 청나라, 조선이 협력하는 아시아 주의를 권했다.

## 같이 보기
- 호세이 대학
- 메이지 대학
- 우메 겐지로
- 법학
- 자연법